# Rising Storm
Rising Storm ist ein Computerspiel, das von Tripwire Interactive in Zusammenarbeit mit der Modding-Gemeinschaft entwickelt wurde. Das Spiel basiert auf Red Orchestra 2: Heroes of Stalingrad. Als Schauplatz dient der Pazifikkrieg zur Zeit des Zweiten Weltkrieges. Angekündigt wurde das Spiel im Mai 2010 und planmäßig am 30. Mai 2013 veröffentlicht. Die Betaversion ging am 8. Mai 2013 online.

## Spielprinzip
Rising Storm ist ein Taktik-Shooter mit Fokus auf realistische Infanterie-Gefechte. Alle grundlegenden Gameplayelemente des Hauptspiels, wie das Deckungssystem und die Waffen-Ballistik wurden beibehalten. Das Add-on bringt hierbei ein komplett neues Waffenarsenal mit sich, das der historischen Bewaffnung der Japaner und Amerikaner im Pazifikkrieg entspricht. Rising Storm bietet vier spielbare Fraktionen, unter ihnen das United States Marine Corps, die United States Army, die Kaiserlich Japanische Armee und die Spezial Landungstruppen der Kaiserlich Japanischen Marine. Das Gameplay wurde, bedingt durch die unterlegene Bewaffnung der Japaner vom Entwickler Tripwire als asymmetrisch bezeichnet. Um die Balance nicht zu stark zu beeinträchtigen, sind die Japaner mit einer Reihe von Spezialfähigkeiten ausgestattet, wie dem Banzaiangriff, bei dem der Spieler auf Knopfdruck einen Sturmangriff ausführt, bei dem er selbst weniger Schaden erleidet und Gegner unterdrückt. Wenn sich Mitspieler diesem Angriff anschließen, wird der Effekt noch verstärkt. Eine weitere Besonderheit im Arsenal der Japaner ist der Knie-Mörser, so wie die Möglichkeit Handgranaten als Sprengfallen einzusetzen. Die Amerikaner hingegen setzen auf ihre überlegene Feuerkraft, so steht nur ihnen die Klasse Automatikgewehr-Schütze zur Verfügung, welche mit dem Browning Automatic Rifle ausgerüstet ist und schnelle Feuerunterstützung geben kann. Um ein zu starkes Eingraben der Japaner zu verhindern, können Spieler der Alliierten den Flammenwerfer M2 benutzen, um schnell Bunkeranlagen und MG-Nester zu räumen. Der Spieler muss seine Spielweise den Stärken und Schwächen seines Teams anpassen, was für dynamische Gefechte sorgt. Die Karten sind auf bis zu 64 Spieler ausgelegt und führen den Spieler durch abwechslungsreiche Umgebungen, von den Stränden Iwojimas über die Straßenkämpfe in Charan Kanoa bis hin zur Schlacht um Saipan (einer wüstenähnlichen Umgebung).
Das kostenlose Island Assault Content Pack wurde am 29. September 2013 von Tripwire Interactive veröffentlicht und beinhaltet zwei neue Waffen, eine neue Karte und einen schon aus dem Hauptspiel bekannten Mehrspieler Kampagnenmodus.

## Entwicklung
Erstmals angekündigt wurde Rising Storm am 18. Mai 2010, entwickelt wurde es auf Basis der Unreal Engine 3 in Zusammenarbeit mit der Modding Community.
Nachdem zuvor schon das Hauptspiel Red Orchestra 2: Heroes of Stalingrad für eine Veröffentlichung in Deutschland angepasst werden musste, und auch die Beta für deutsche Nutzer geschnitten war, gingen sowohl die Entwickler, als auch die Netzgemeinde von ähnlicher Problematik bei Rising Storm aus. Doch entgegen vielen Befürchtungen vergab die Unterhaltungssoftware Selbstkontrolle der vom deutschen Vertrieb ungeschnitten eingereichten Version die Freigabe „Keine Jugendfreigabe“. Tripwire Interactive reagierte mit einem Patch zum Tag der Veröffentlichung, der die fehlenden Effekte nachlieferte, welcher allerdings nur bei der über Steam registrierten Fassung verfügbar ist. Dies wurde im offiziellen Forum mit folgender Erklärung bekannt gegeben:

„Our German distribution partner has finished having Rising Storm rated by the USK, and they have given the game an 18 rating. And now for the surprise… The version of the game they gave this rating is the full uncut version of the game! Surprise! This means with the first patch we will be removing the gore restrictions for German users!“

## Rezeption
Rising Storm wurde von Presse und Spielern gleichermaßen gut angenommen. GameStar vergab 81 % und nannte es einen „Spannenden Team-Shooter mit hoher Einstiegshürde“. Auch auf Metacritic wurde Rising Storm mit 82 % in den durchschnittlichen Fachwertungen und 8,4/10 bei den Nutzerwertungen überwiegend positiv aufgenommen. Die Kritiker lobten die dichte Atmosphäre, das realistische Gameplay und das gute Balancing. Bemängelt wurde hingegen die nicht mehr zeitgemäße Grafik und der schwere Einstieg für Anfänger.